# Guerra austro-turca (1716-1718)
La guerra austro-turca de 1716-1718 enfrentó al Sacro Imperio Romano Germánico que contaba con el apoyo de la República de Venecia frente al Imperio otomano que estaba aliado con los tártaros de Crimea y con Moldavia. La guerra tuvo lugar por el deseo del Imperio otomano de reconquistar los territorios perdidos tras la guerra de la Liga Santa y por las ambiciones del Sacro Imperio Romano Germánico de controlar los Balcanes. La guerra terminó con el Tratado de Passarowitz, por el que el Imperio otomano entregaba al Sacro Imperio Romano el Banato de Temesvar (Timișoara), el oeste de Valaquia (Oltenia) y Belgrado.

## Situación de los países antes de la guerra
Tras el Tratado de Karlowitz (1699) que señala el primer gran retroceso turco, la decadencia del Imperio otomano se acentúa. 
Sin embargo, el Imperio otomano no había aceptado las pérdidas territoriales ocurridas como consecuencia de la guerra de la Liga Santa.
En 1703 había subido al trono Ahmed III, hermano de Mustafa II, quien estableció buenas relaciones con Inglaterra y observaba con recelo el poder emergente ruso.
En 1710 el zar Pedro I de Rusia se adentró imprudentemente en tierras del Imperio otomano persiguiendo a Carlos XII de Suecia, lo que provocó una guerra. En la guerra ruso-turca (1710-1711)  el Imperio otomano logró la victoria, pero en el Tratado de Prut  (1711) se conformó con la devolución de la ciudad de Azov.

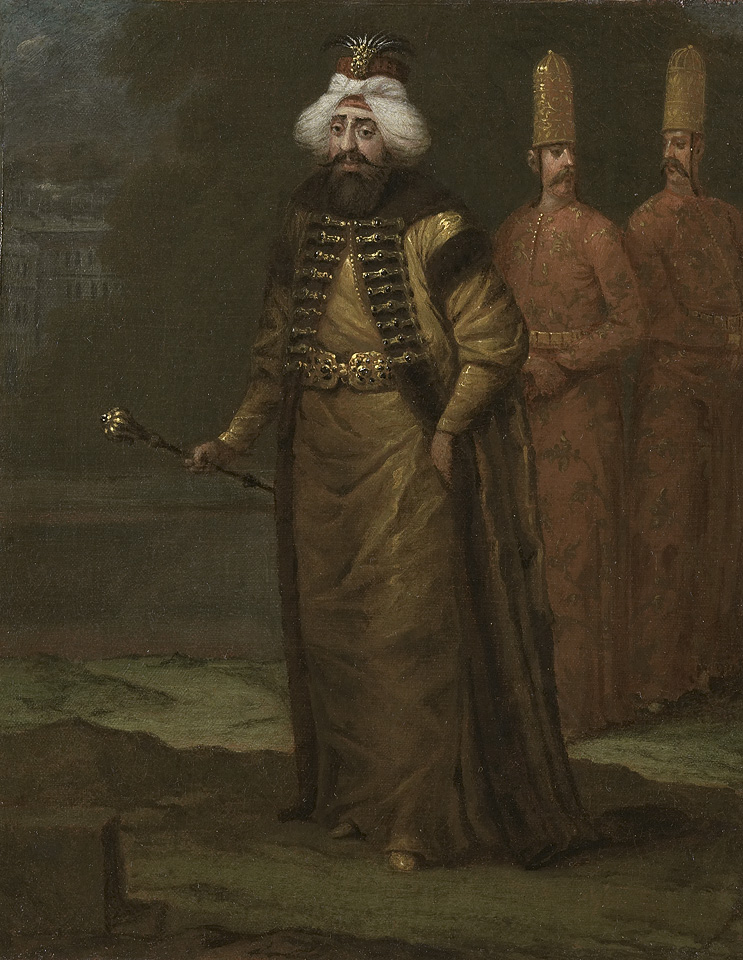
El sultán Ahmed III. Obra de Jean-Baptiste van Mour

Tras esta guerra los otomanos declaran la guerra a la República de Venecia con la esperanza de recuperar Morea. Durante este conflicto Venecia había esperado que el Sacro Imperio Romano Germánico les socorriera, pero al estar enfrascado en la guerra de sucesión española no pudo prestar ninguna ayuda.
Leopoldo I de Austria (1658-1705) se dedica durante su decisivo reinado a formar un amplio Estado danubiano poniendo así las bases de la moderna Austria. Leopoldo pretende que el reino de Hungría se convierta en un reino católico (existía un elevado número de protestantes), hereditario y germanizado, para lo que empieza suprimiendo las libertades políticas y religiosas de la Hungría real. Estallan varios complots pero son descubiertos y reprimidos. Tras la batalla de Kahlenberg decide aplastar cualquier insurrección con sangrientas represalias (“carnicerías de Eperies”). 
Tras la guerra de la Liga Santa consigue incorporar Transilvania y la Hungría Otomana menos el Banato de Temesvar.
Con la muerte de Carlos II de España, el Sacro Imperio Romano se involucra en la guerra de sucesión española al creer que la corona que ha recaído en Felipe V de España debía ser para el archiduque Carlos.
La política imperial es torpe y en plena guerra de sucesión española estalla una insurrección liderada por Francisco II Rakoczi, quien amenaza a Viena en 1703, se hace elegir príncipe de Transilvania en 1704 y en 1707 proclama la independencia de Hungría. Radoczi es finalmente derrotado y en 1711 debe exiliarse.
José I de Habsburgo, que es emperador desde 1705, firma la paz de Szathman con los rebeldes y restablece el dominio sobre Hungría.
A la muerte de José I (1711) subió al trono imperial su hermano Carlos VI, pretendiente al trono español. Al acceder al trono imperial perdió el apoyo de los países aliados en la guerra de sucesión española, al volverse demasiado poderoso, y se vio obligado a firmar los Tratados de Utrecht y Rastadt (1713-1714) por el que consigue la anexión de Nápoles, Cerdeña, los presidios de Toscana, el Milanesado y los Países Bajos Españoles.

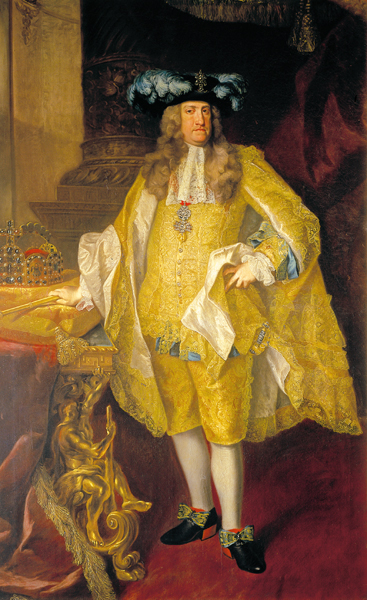
El emperador Carlos VI del Sacro Imperio Romano Germánico. Obra de Johann Gottfried Auerbach

## Preludio
En 1714 el Imperio otomano da comienzo a la guerra turco-veneciana (1714-1718) por la que pretende recuperar Morea. Venecia se defiende desesperadamente pero se encuentra sola contra el Imperio otomano y espera la ayuda del Sacro Imperio Romano Germánico que, sin embargo, está inmerso en la guerra de sucesión española.
En 1715 el Sacro Imperio Romano Germánico ya se encontraba dispuesto a reanudar las hostilidades pero aparentaba querer mediar entre los contendientes para dar tiempo a que su ejército se reorganizara. Los turcos se oponen a la mediación del Emperador y quieren que no intervenga en la guerra con Venecia.
A pesar de la Gran Guerra del Norte y las repercusiones que tenían en el norte de Alemania, el Sacro Imperio continúa con su política de apaciguamiento mientras está cada vez más decidido a intervenir a favor de Venecia. 
Fija sus objetivos bélicos en la conquista de Belgrado y del Banato de Temesvar para de esa forma utilizar el río Danubio de frontera natural.
A mediados de 1715 el Sacro Imperio desplegó sus efectivos (51 600 soldados fueron estacionados en Hungría y 10 000 en Transilvania). 
En abril de 1716 el emperador firma una alianza con Venecia y da comienzo a la guerra.

## Desarrollo del conflicto
En julio de 1716, el ejército otomano estacionado en Belgrado toma la iniciativa, cruza el río Sava y avanza contra las fuerzas imperiales que se encontraban dirigidas por Eugenio de Saboya y que estaban formadas por 86 000 hombres y 88 cañones.
En la batalla de Petrovaradin (5 de agosto de 1716) los turcos fueron vencidos y puestos en fuga con el Gran Visir Silahdar Ali Pasha mortalmente herido. Además perecieron 30 000 turcos, se tomaron 50 estandartes, 250 piezas de artillería pesada y un inmenso botín. Por parte austriaca las bajas fueron de 4500 hombres.
Tras esta batalla Eugenio de Saboya se dirigió al Banato de Temesvar, que capituló a mediados de octubre. Más al sur los austriacos fueron asegurando el control del Danubio.
En noviembre de 1716 las tropas del Sacro Imperio entran en Valaquia, llegan a Bucarest y capturan al hospodar de Valaquia. 
En febrero de 1717 el Sacro Imperio firma un tratado con el gobernador de Valaquia por el que consigue la zona occidental (Oltenia) y la neutralidad de Valaquia además del pago de un tributo. Destacamentos austriacos se establecen en Moldavia y Bukovina.
En 1717 el objetivo principal del Sacro Imperio Romano Germánico es la conquista de Belgrado. El ejército imperial (reforzado con contingentes bávaros y sajones) está formado por 100 000 hombres y más de 100 cañones.
El 15 de junio de 1717 Belgrado es totalmente rodeado. Sin embargo, los otomanos no se resignan a perder Belgrado, que posee una guarnición de 30 000 soldados, la cual defiende vigorosamente la ciudad hasta la llegada de un numeroso ejército de 120 000 soldados dirigido por el nuevo Gran Visir Halil Pasha  que rodea al ejército sitiador atrincherándose en un semicírculo que se extendía desde el Danubio hasta el Sava y que limitaba al ejército imperial a los terrenos pantanosos entre estos ríos. Esta situación es malsana para los imperiales, que empezaron a sufrir epidemias. 

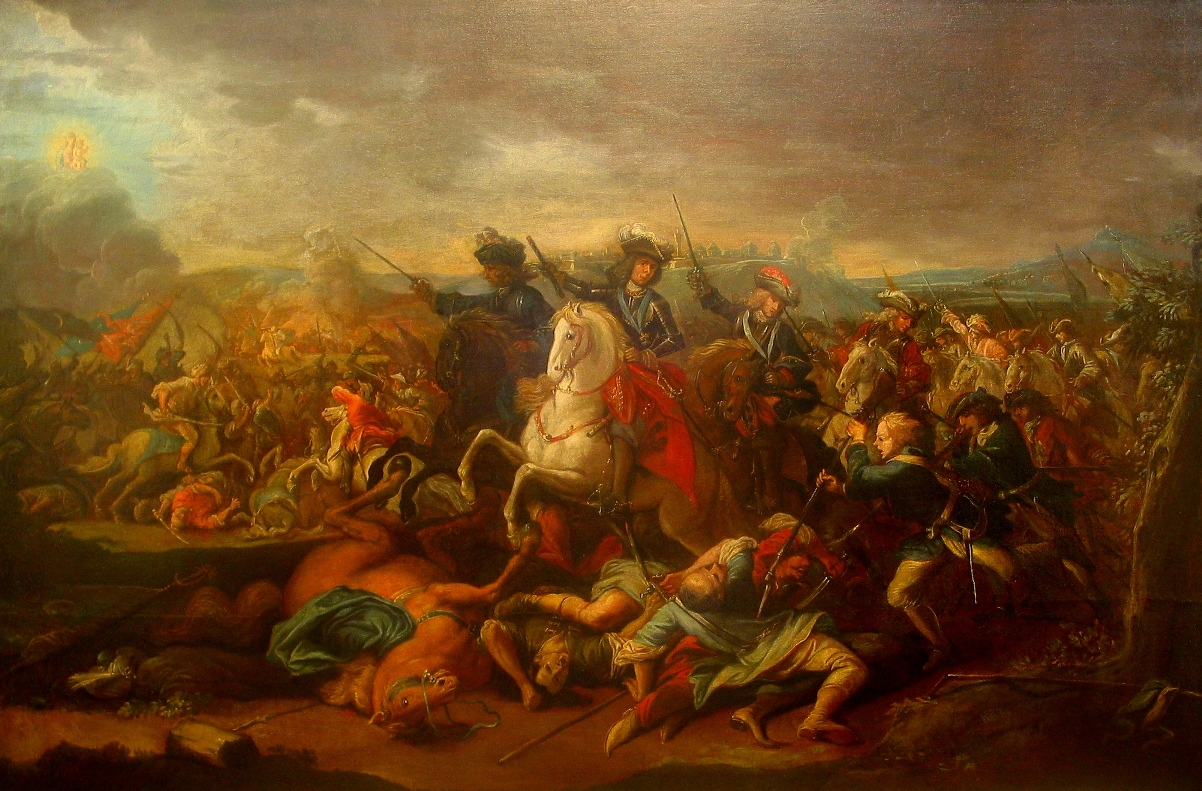
El príncipe Eugenio de Saboya en la batalla de Belgrado, obra de Pappenheim

Eugenio de Saboya, quien dirige el asedio, se encuentra en una apurada situación, ya que los otomanos podían cortar su retirada destruyendo los puentes sobre los ríos, y decide romper el cerco turco mediante una batalla campal
20 000 soldados imperiales fueron apostados para mantener ocupadä a la guarnición de Belgrado. La batalla comienza antes de que salga el sol con un ataque contra las trincheras turcas que se vio favorecido por una fuerte niebla. Antes del mediodía se había conseguido una completa victoria.
En la batalla de Belgrado (16 de agosto de 1717) Eugenio tiene 5300 bajas mientras que las pérdidas otomanas se calculan entre 15 000 y 20 000. Siete días después de la batalla Belgrado se rinde.
Entre el otoño y el invierno de 1717, las tropas austriacas penetran en Serbia, que es evacuada por los turcos.
Al mismo tiempo los moldavos y los tártaros, aliados de los turcos, realizan una expedición por Transilvania y por Hungría mientras que los ataques austriacos contra Bosnia son rechazados.
Las pérdidas otomanas y el ataque español a Cerdeña y Sicilia hacen que ambos Imperios piensen en firmar la paz.

## La Paz de Passarowitz
Bajo la mediación de Inglaterra y de las Provincias Unidas, los representantes del emperador y de la República de Venecia y del Imperio otomano se reunieron en Passarowitz (al sureste de Belgrado) en mayo de 1718.
La paz fue firmada el 21 de julio de 1718. Por el Tratado de Passarowitz Venecia perdía Morea pero el emperador retenía el Banato de Temesvar, el oeste de Valaquía (Oltenia) y Belgrado. En Bosnia y Croacia el río Sava y el río Una servían de frontera.
Veinte Años después se produciría una nueva guerra austro-turca (1737-1739).